# Czescy symboliści, dekadenci, anarchiści przełomu XIX i XX wieku
Czescy symboliści, dekadenci, anarchiści przełomu XIX i XX wieku – zestawiona przez Jacka Balucha antologia wierszy poetów czeskich epoki Moderny, zawierająca między innymi utwory Josefa Svatopluka Machara, Antonína Sovy, Otokara Březiny i Karela Hlaváčka, opublikowana w serii "Biblioteka Narodowa" w 1983. Zawiera przekłady różnych tłumaczy, w tym Józefa Waczkowa i autora antologii.